# Amermont
Amermont est un hameau belge faisant partie de la commune et ville de Stavelot, dans la province de Liège en Région wallonne.
Avant la fusion des communes de 1977, Amermont faisait partie déjà de la commune de Stavelot.  

## Situation
Ce hameau ardennais se situe sur le versant occidental de l'Eau Rouge, un affluent de l'Amblève, au nord et sur les hauteurs de la ville de Stavelot dont le centre est distant d'environ 3 km. On accède au hameau soit en montant la côte d'Amermont provenant de la route nationale 640 Stavelot-Francorchamps soit en empruntant la côte de la Haute-Levée (route nationale 622 Stavelot-Spa) puis une route à droite à hauteur d'un rond-point.

## Description
Hameau bien orienté et entouré de prairies, Amermont aligne ses maisons et ses fermettes le plus souvent construites en moellons de grès et parfois peintes en blanc le long de la côte d'Amermont ainsi que dans une rue en cul-de-sac.

## Tourisme
Amermont compte un meublé de vacances.